# Fussballclub Admira Wacker Mödling
Il Fussballclub Admira Wacker Mödling, detto anche - più brevemente sebbene impropriamente - Admira Wacker, è una società calcistica austriaca con sede a Mödling, in Bassa Austria. Fu fondata nel 1971 dalla fusione di Admira Vienna e Wacker Vienna e nel 1997 inglobò anche il Mödling.
La squadra gioca in Erste Liga, la seconda divisione del campionato austriaco di calcio. I colori sociali sono il bianco, il nero e il rosso. Un totale di sedici titoli vinti rende l'Admira Wacker Mödling la quarta società più vittoriosa nella storia del calcio austriaco, dopo Austria Vienna, Rapid Vienna e Wacker Innsbruck.

## Storia

### Admira
Fondato nel 1905, tra il 1926 ed il 1939 vinse sette campionati e tre coppe. A quel tempo le squadre austriache erano tra le migliori nell'Europa continentale, e diversi giocatori dell'Admira facevano parte di quella Nazionale austriaca nota come Wunderteam ("squadra meravigliosa"). Il club raggiunse la finale del campionato tedesco nel 1939, perdendo però per 0-9 contro lo Schalke 04, che stava diventando una delle squadre che avrebbero dominato il calcio tedesco di quel periodo. Nel dopoguerra vinse un altro titolo nazionale, nel 1965-1966, e due ÖFB-Cup.

### Wacker
Fondato nel 1908, il Wacker ha giocato in prima divisione ininterrottamente dal 1913-1914 al 1960-1961, vincendo il titolo 1946-1947. Nella stessa stagione si aggiudica anche la prima ed unica coppa della sua storia. Entrato in crisi economica negli anni sessanta, dopo alcune stagioni di sali-scendi tra la prima e la seconda divisione, si fonde con l'Admira nel 1971, dando vita al nuovo club.

### Dopo la fusione
Il Fussballclub Admira/Wacker partecipò a tutte le edizioni della massima divisione austriaca dalla sua fondazione al 1996-1997, arrivando al 2º posto nel 1988-1989 e vincendo la ÖFB-Supercup nello stesso 1989, sconfiggendo ai tiri di rigore lo Swarovski Tirol.
Nel 1996 cambiò nome in Sportclub Niederösterreich Admira/Wacker e l'anno successivo si fuse con il Mödling, mantenendo il posto in Bundesliga e acquisendo la denominazione di Verein für Bewegungsspiele Admira/Wacker Mödling.
La squadra ottenne alcuni buoni risultati, vincendo nel 1999-2000 il campionato cadetto e militando quindi in Bundesliga dal 2001 al 2005. Dopo che l'iraniano Majid Pishyar aveva acquistato la società, nel dicembre 2004, il numero di iraniani nella rosa era notevolmente cresciuto. Inoltre l'allenatore, Heshmat Mohajerani, era entrato a far parte del comitato esecutivo del club.
Dopo la stagione 2005-2006 la squadra retrocesse in Erste Liga. Una nuova retrocessione, nella stagione successiva, aveva fatto piombare il club in Regionalliga, ma l'intervento del magnate Richard Trenkwalder ha risollevato le sorti della società.

### L'era Trenkwalder
Nel 2008 è così avvenuta la fusione con lo Schwadorf, già di proprietà di Trenkwalder, ereditando il posto di questa squadra in Erste Liga, con la denominazione attuale. Il posto che il club "originale" aveva in Regionalliga è stato preso dalla seconda squadra.
Il nuovo presidente fissò tra gli obiettivi del club la promozione in Bundesliga entro il 2010 e la vittoria del titolo nazionale per il 2020.
Nella stessa stagione la squadra raggiunge per la prima volta dopo 13 anni la finale di coppa d'Austria, dove è stata sconfitta solo dopo i tempi supplementari (1-3) dall'Austria Vienna. Malgrado i numerosi investimenti, in campionato arriva solo terza e, ancora nel 2009-2010, la promozione in Bundesliga sfuma, con il secondo posto finale alle spalle del Wacker Innsbruck. Nella stagione 2010-2011 il club ottiene la promozione in Bundesliga dopo cinque anni, grazie ad un pareggio per 0-0 all'ultima giornata sul campo del First Vienna. Quella del 2011-2012, la stagione del ritorno in massima serie, si conclude con il 4º posto finale, dopo che l'Admira aveva occupato per diverse giornate la prima posizione nel girone d'andata, segnando il ritorno in Europa del club con la qualificazione all'Europa League 2012-2013.

### Ultime stagioni
Nel 2012-2013, dopo aver concluso l'avventura europea nei play-off della manifestazione, il club perde la sponsorizzazione Trenkwalder (ma Richard Trenkwalder rimane presidente) e, dopo aver ceduto Philipp Hosiner all'Austria Vienna, scivola nelle zone basse della classifica. All'ultima giornata è in programma la trasferta a Mattersburg: solo una vittoria salverebbe i rosso-neri dalla retrocessione, permettendo loro di scavalcare la squadra di casa, indipendentemente dal punteggio delle altre due contendenti nella lotta salvezza (Wiener Neustadt e Wacker Innsbruck). La partita si sblocca nel finale, l'Admira vince 1-0 e fa retrocedere il Mattersburg nella serie inferiore. Malgrado la salvezza, la società decide di non confermare l'allenatore Dietmar Kühbauer nel suo incarico, benché il suo contratto fosse ancora di un anno: la rescissione è ufficializzata l'11 giugno.
Il 17 giugno viene ufficializzato l'ingaggio di Toni Polster quale nuovo allenatore, Dopo un disastroso avvio di stagione, il 10 agosto 2013 la dirigenza dell'Admira decide di esonerare, Polster dall'incarico di allenatore della prima squadra

## Colori e simboli

### Colori

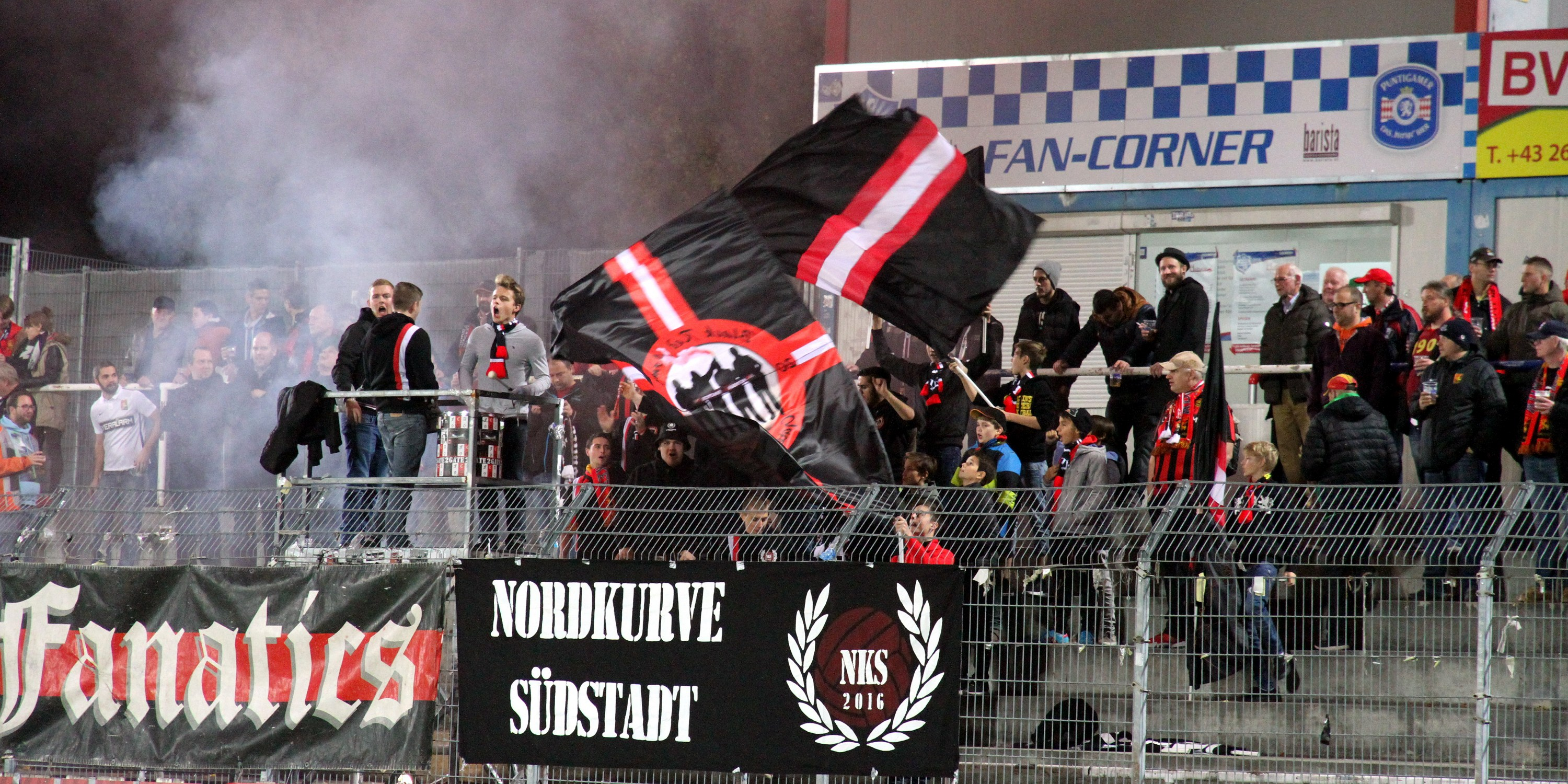
Tifosi dell'Admira Wacker in SC Wiener Neustadt vs. FC Admira Wacker Mödling 25 ottobre 2016

Alla nascita, nel 1971, l'Admira/Wacker adottò i colori bianco e nero, usati sia dall'Admira che dal Wacker. Al tradizionale bianco-nero furono aggiunti il blu e il giallo della Bassa Austria, colori che divennero predominanti nella stagione (1996-1997) dello Sportclub Niederösterreich.
Quando, nel 1997, avvenne la fusione col Mödling, i colori bianco-rosso di questo club furono inseriti nello stemma e nella divisa dell'Admira/Wacker Mödling, che da allora utilizza i colori sociali bianco-rosso-nero. Nelle ultime stagioni la prima divisa è stata interamente rossa, e quella da trasferta bianca.

### Simboli ufficiali
Il simbolo tipico della squadra, un leone, è stato adottato dopo la fusione del 1997 con il Mödling.

## Palmarès

### Competizioni nazionali
- Supercoppa d'Austria: 1

1989
- Campionato di Erste Liga: 2

1999-2000, 2010-2011

### Competizioni internazionali
- Coppa Intertoto: 1

1982
- Pestabola Merdeka: 1

1991

### Altri piazzamenti
- Campionato austriaco:

Secondo posto: 1962-1963, 1988-1989
Terzo posto: 1961-1962, 1989-1990, 1993-1994, 2011-2012
- Coppa d'Austria:

Finalista: 1978-1979, 1988-1989, 1991-1992, 1995-1996, 2008-2009
Semifinalista: 1982-1983, 1984-1985, 1992-1993, 1993-1994, 1997-1998, 2000-2001, 2016-2017
- Supercoppa d'Austria:

Finalista: 1992
- Erste Liga:

Secondo posto: 2009-2010, 2024-2025
Terzo posto: 2008-2009
- Coppa di Germania:

Semifinalista: 1941

## Statistiche e record

### Statistiche nei campionati nazionali
Tabella aggiornata al 23 novembre 2020.
| Livello | Categoria    | Partecipazioni | Debutto   | Ultima stagione |
| ------- | ------------ | -------------- | --------- | --------------- |
| 1°      | Bundesliga   | 43             | 1971-1972 | 2020-2021       |
| 2°      | Erste Liga   | 5              | 1998-1999 | 2010-2011       |
| 3°      | Regionalliga | 1              | 2007-2008 | 2007-2008       |

### Statistiche nelle competizioni UEFA
Tabella aggiornata al 6 novembre 2020.
| Competizione                  | Partecipazioni | G  | V  | N | P  | RF | RS |
| ----------------------------- | -------------- | -- | -- | - | -- | -- | -- |
| Coppa UEFA/UEFA Europa League | 9              | 32 | 13 | 6 | 15 | 48 | 52 |
| Coppa delle Coppe             | 2              | 10 | 5  | 2 | 3  | 15 | 12 |

| Stagione  | Competizione      | Turno | Avversario         | Casa | Trasferta     | Somma |
| --------- | ----------------- | ----- | ------------------ | ---- | ------------- | ----- |
| 1973-1974 | Coppa UEFA        | 32F   | Inter              | 1-0  | 0-1 (1-2 dts) | 2-2   |
| 1973-1974 | Coppa UEFA        | 16F   | Fortuna Düsseldorf | 2-1  | 0-3           | 2-4   |
| 1982-1983 | Coppa UEFA        | 32F   | Bohemians 1905     | 1-2  | 0-5           | 1-7   |
| 1987-1988 | Coppa UEFA        | 32F   | TPS                | 0-2  | 1-0           | 1-2   |
| 1989-1990 | Coppa delle Coppe | 16F   | AEL Limassol       | 3-0  | 0-1           | 3-1   |
| 1989-1990 | Coppa delle Coppe | 8F    | Ferencváros        | 1-0  | 1-0           | 2-0   |
| 1989-1990 | Coppa delle Coppe | 4F    | Anderlecht         | 1-1  | 0-2           | 1-3   |
| 1990-1991 | Coppa UEFA        | 32F   | Vejle              | 3-0  | 1-0           | 4-0   |
| 1990-1991 | Coppa UEFA        | 16F   | Lucerna            | 1-1  | 1-0           | 2-1   |
| 1990-1991 | Coppa UEFA        | 8F    | Bologna            | 3-0  | 0-3 (5-6 dcr) | 3-3   |
| 1992-1993 | Coppa delle Coppe | 16F   | Cardiff City       | 2-0  | 1-1           | 3-1   |
| 1992-1993 | Coppa delle Coppe | 8F    | Anversa            | 2-4  | 4-2 (4-3dts)  | 6-6   |
| 1993-1994 | Coppa UEFA        | 32F   | Dnepr              | 2-3  | 0-1           | 2-4   |
| 1994-1995 | Coppa UEFA        | 32F   | Górnik Zabrze      | 5-2  | 1-1           | 6-3   |
| 1994-1995 | Coppa UEFA        | 16F   | Cannes             | 1-1  | 4-2           | 5-3   |
| 1994-1995 | Coppa UEFA        | 8F    | Juventus           | 1-3  | 1-2           | 2-5   |
| 2012-2013 | Europa League     | 2Q    | Žalgiris Vilnius   | 5-1  | 1-1           | 6-2   |
| 2012-2013 | Europa League     | 3Q    | Sparta Praga       | 0-2  | 2-2           | 2-4   |
| 2016-2017 | Europa League     | 1Q    | Spartak Myjava     | 1-1  | 3-2           | 4-3   |
| 2016-2017 | Europa League     | 2Q    | Kəpəz Ganja        | 1-0  | 2-0           | 3-0   |
| 2016-2017 | Europa League     | 3Q    | Slovan Liberec     | 1-2  | 0-2           | 1-4   |
| 2018-2019 | Europa League     | 2Q    | CSKA Sofia         | 1-3  | 0-3           | 1-6   |

## Organico

### Rosa 2024-2025
Rosa aggiornata al 10 gennaio 2025.
| N. |                                 | Ruolo | Calciatore           |
| -- | ------------------------------- | ----- | -------------------- |
| 1  | Austria (bandiera)              | P     | Dennis Verwüster     |
| 3  | Scozia (bandiera)               | D     | Matthew Anderson     |
| 4  | Austria (bandiera)              | D     | Fabian Feiner        |
| 5  | Austria (bandiera)              | C     | Thomas Ebner         |
| 6  | Austria (bandiera)              | C     | Lukas Malicsek       |
| 7  | Nigeria (bandiera)              | A     | Reinhard Young       |
| 8  | Austria (bandiera)              | C     | Raphael Gallé        |
| 9  | Austria (bandiera)              | A     | Deni Alar            |
| 10 | Austria (bandiera)              | C     | Albin Gashi          |
| 11 | Bosnia ed Erzegovina (bandiera) | A     | Salko Mujanović      |
| 13 | Austria (bandiera)              | P     | Lukas Jungwirth      |
| 15 | Croazia (bandiera)              | D     | Matija Horvat        |
| 16 | Scozia (bandiera)               | C     | Ben Summers          |
| 17 | Germania (bandiera)             | C     | Anouar El Moukhantir |
| 18 | Austria (bandiera)              | D     | Manuel Holzmann      |

| N. |                                 | Ruolo | Calciatore          |
| -- | ------------------------------- | ----- | ------------------- |
| 19 | Austria (bandiera)              | A     | Lukas Brückler      |
| 20 | Austria (bandiera)              | C     | Marco Schabauer     |
| 21 | Bosnia ed Erzegovina (bandiera) | C     | Nadir Ajanovic      |
| 22 | Austria (bandiera)              | A     | Filip Ristanic      |
| 23 | Austria (bandiera)              | C     | Stefan Haudum       |
| 26 | Austria (bandiera)              | D     | Adrian Koreimann    |
| 28 | Slovacchia (bandiera)           | C     | Ján Murgaš          |
| 29 | Austria (bandiera)              | D     | Alexander Leidinger |
| 30 | Austria (bandiera)              | C     | Yannick Maierhofer  |
| 33 | Austria (bandiera)              | D     | Josef Weberbauer    |
| 35 | Austria (bandiera)              | P     | Florian Kaltenböck  |
| 36 | Austria (bandiera)              | C     | Nicolas Zdichynec   |
| 77 | Serbia (bandiera)               | C     | Andrej Stevanović   |
| 82 | Austria (bandiera)              | C     | Emre Can Yesilöz    |

### Staff tecnico
| Allenatore:              | Thomas Silberberger |
| Allenatore in seconda:   | Michael Gruber      |
| Allenatore in seconda:   | Tommy Wright        |
| Allenatore dei portieri: | Wolfgang Knaller    |
| Video Analyst:           | Michael Steiner     |